# Васильевский (Иркутская область)
Васи́льевский — посёлок в Бодайбинском районе Иркутской области. Входит в Балахнинское муниципальное образование.
Находится на реке Бодайбо, при впадении в неё реки Накатами, в 18 км к северу от рабочего посёлка Балахнинский.

## Население
| 2002 | 2010 | 2011 | 2012 |
| ---- | ---- | ---- | ---- |
| 394  | ↘154 | ↘152 | ↘134 |